# Volkan Dikmen
Volkan Dikmen (sinh ngày 14 tháng 10 năm 1991 ở Berlin) là một cầu thủ bóng đá Thổ Nhĩ Kỳ thi đấu cho Dersimspor.
Anh bắt đầu sự nghiệp ở đội trẻ Hertha BSC và gia nhập đội hai năm 2009. Dikmen được liên kết chuyển đến đội bóng ở Istanbul Galatasaray và Fenerbahçe, nhưng đã ký hợp đồng 1,5 năm với Kayserispor vào tháng 1 năm 2010. Dikmen ra mắt chuyên nghiệp khi thay người vào sân ở hiệp hai trong trận đấu với Eskişehirspor ngày 14 tháng 3 năm 2010.